# Church Minshull
Church Minshull är en ort och civil parish i Storbritannien.   Den ligger i kommunen Cheshire East i riksdelen England, i den södra delen av landet, 240 km nordväst om huvudstaden London. Church Minshull ligger 34 meter över havet och antalet invånare är 431.
Terrängen runt Church Minshull är platt. Runt Church Minshull är det tätbefolkat, med 266 invånare per kvadratkilometer. Närmaste större samhälle är Winsford, 4,7 km norr om Church Minshull. Trakten runt Church Minshull består i huvudsak av gräsmarker.